# キム・ソンヒ
キム・ソンヒ（1986年8月20日-  ）は大韓民国のモデルである。 所属事務所はエスチーム。

## 学歴
- 桂園芸術高校 ダンス課
- 漢陽大学  ダンス学科

### 出演作品
- 空の段落

## 放送
- 2007年 MNet 《I AM A MODEL Season 3》
- 2007年 O'live 《Get it' beauty》
- 2008年 On Style 《Style Hot》
- 2009年 On Style 《Project Runway Korea》

## ミュージックビデオ
- 東方神起 - オーダー（Mirotic）（2007年）
- キム・ドンリュル - もう一度始めましょう（2008年）

## CM
- Anycall
- SK企業広告
- That’s Y
- 17茶